# Amédée Isola

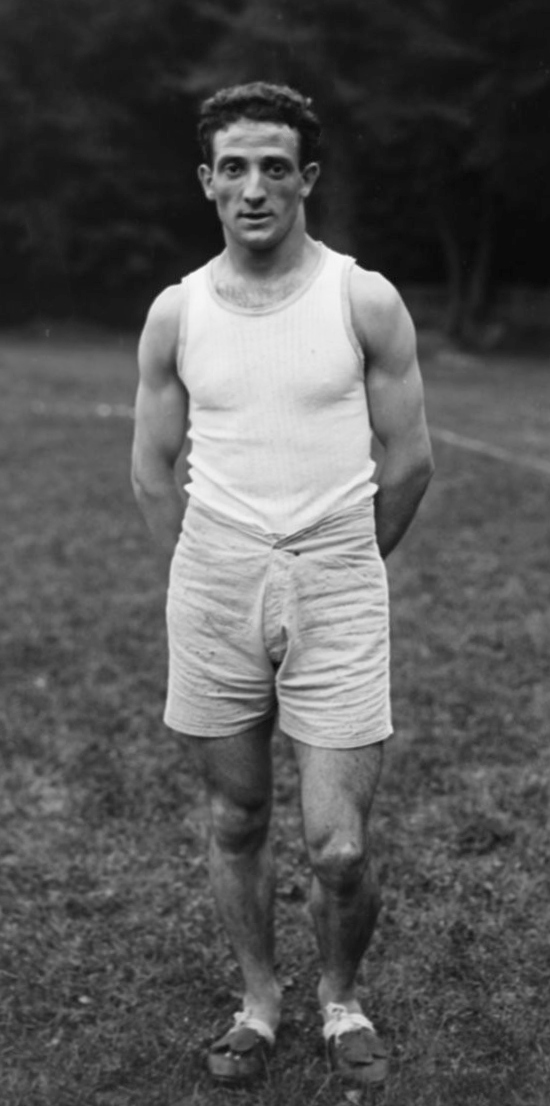
Amédée Isola, 1922

Amédée Isola (Albert Isola; * 10. Juli 1898 in Draveil; † 15. Januar 1991 in Villeneuve-Saint-Georges) war ein französischer Hindernisläufer.
Bei den Olympischen Spielen 1924 in Paris wurde er Achter über 3000 m Hindernis.
Seine persönliche Bestzeit von 9:41,8 min stellte er am 9. Juni 1924 in Paris auf.